# Charles-André-Toussaint-Bruno de Ramond-Lalande
Charles-André-Toussaint-Bruno de Ramond-Lalande (né le 1er novembre 1761 à Montauban, mort à Paris le 10 avril 1830), est un ecclésiastique, qui fut évêque de Rodez de 1817 à 1830 et archevêque désigné de Sens en 1830.

## Biographie
Charles-André-Toussaint-Bruno de Ramond-Lalande est né à Montauban, il est le fils de l'écuyer Philippe-Daniel de Ramond, conseiller du roi et trésorier de la Généralité de Montauban et de Henriette Colomb. Destiné à l'Église il vient à Paris en 1780. Après deux années passées au collège du Plessis, il entre au séminaire Saint-Sulpice et ensuite à la Sorbonne. Il est ordonné prêtre en 1787 mais sa carrière est brutalement interrompue par la Révolution française. Le 1er mai 1793 il est nommé directeur du séminaire des Missions étrangères de Paris par deux directeurs réfugiés à Amiens. Par suite des circonstances sa réception est annulée. Il ne devient curé de la paroisse de l'église Saint-Thomas-d'Aquin de Paris qu'après le Concordat de 1801. 
Après  la Restauration il est nommé évêque de Sées en 1817, il est confirmé le 1er octobre mais du fait de la non validation par les chambres du Concordat du 11 juin 1817, il n'est consacré qu'en 1823 par Hyacinthe-Louis de Quélen, l'archevêque de Paris. Le 9 janvier 1830 il est transféré à l'archevêché de Sens mais il meurt dès le 10 avril suivant sans avoir été confirmé ni avoir pris possession de son nouveau diocèse.
Il est enterré au cimetière du Mont-Valérien (Suresnes).

## Armes
Écartelé : de gueules à la croix d'or, et d'azur à la cloche d'argent.